# اگلتروپ (جورجیا)
اگلتروپ، جورجیا (به انگلیسی: Oglethorpe, Georgia) یک شهر در ایالات متحده آمریکا با جمعیت ۱٬۲۰۰ نفر است که در جورجیا واقع شده‌است.

## موقعیت جغرافیایی
موقعیت جغرافیایی شهرها و مناطق اطراف به شرح زیر است: